# Microdesmis kasaiensis
Microdesmis kasaiensis är en tvåhjärtbladig växtart som beskrevs av J.Leonard. Microdesmis kasaiensis ingår i släktet Microdesmis och familjen Pandaceae.
Artens utbredningsområde är Kongo-Kinshasa. Inga underarter finns listade i Catalogue of Life.